# Cooksonia
Cooksonia is een geslacht van uitgestorven primitieve landplanten waarvan fossielen gevonden zijn met ouderdommen van het Midden-Siluur tot het Vroeg-Devoon (ongeveer 425 tot 410 miljoen jaar oud). Fossielen van Cooksonia zijn wereldwijd gevonden. De groep bleef een belangrijk onderdeel van de flora tot het einde van het Vroeg-Devoon, een totale tijdspanne van 433 tot 393 miljoen jaar geleden. Terwijl Cooksonia-fossielen wereldwijd worden verspreid, komen de meeste typen exemplaren uit het Verenigd Koninkrijk, waar ze voor het eerst werden ontdekt in 1937. Cooksonia omvat de oudste bekende plant met een stengel met vaatweefsel en is dus een overgangsvorm tussen de primitieve niet-vasculaire mossen en de vaatplanten.

## Uiterlijk
Het is mogelijk dat de sporofyten niet zelf fotosynthetiserend was, maar hiervoor afhankelijk was van een gametofyt. Een dergelijke relatie komt tegenwoordig voor bij hauwmossen, mossen en levermossen. Er zijn echter geen fossielen van gametofyten gevonden.

## Beschrijving
Alleen de sporofyt van Cooksonia is momenteel bekend (d.w.z. de fase die sporen produceert en geen gameten). De planten waren een paar centimeter hoog en hadden een eenvoudige bouw. Ze misten bladeren, bloemen en wortels. Ze groeiden waarschijnlijk uit een wortelstok, maar die is niet bewaard is gebleven. Ze hadden een eenvoudige stengel die een paar keer dichotoom vertakte. Elke tak eindigde in een sporangium. In zijn oorspronkelijke beschrijving van het geslacht beschreef Lang de eindstandige sporangia als afgeplat, die kort en breed zijn en bij de soort Cooksonia pertoni aanzienlijk breder dan hoog. Een beoordeling uit 2010 van het geslacht door Gonez en Gerrienne produceerde een strakkere definitie, waarbij de sporangia min of meer trompetvormig is (zoals in de afbeelding), met een 'deksel' of operculum dat desintegreert zodat de sporen vrij kunnen komen. Exemplaren van een bepaalde Cooksonia-soort hadden een donkere streep in het midden van hun stengel, die is geïnterpreteerd als de vroegste overblijfselen van watertransporterend weefsel. Andere Cooksonia-soorten misten dergelijk geleidend weefsel.
Exemplaren van Cooksonia komen in verschillende maten voor en variëren in stengelbreedte van ongeveer 0,03 tot 3 millimeter. Exemplaren van verschillende grootte waren waarschijnlijk verschillende soorten, geen fragmenten van grotere organismen: fossielen komen voor in consistente groottegroeperingen en sporangia en spore-details zijn verschillend in exemplaren van verschillende grootte. De organismen vertoonden waarschijnlijk een beperkte groei (d.w.z. stengels groeiden niet verder na het produceren van sporangia). Sommige Cooksonia-soorten hadden huidmondjes, die een rol hadden bij de gasuitwisseling. Dit was waarschijnlijk om te helpen bij transpiratiegedreven transport van opgeloste materialen in het xyleem, in plaats van primair bij fotosynthese, zoals gesuggereerd door hun concentratie aan de uiteinden van de assen. Deze clustering van huidmondjes wordt meestal geassocieerd met een uitpuiling in de as bij de hals van het sporangium, die mogelijk fotosynthetisch weefsel bevat, dat doet denken aan sommige mossen.
Na het geslacht is omgrensd door Gonez en Gerrienne, zijn er zes mogelijke soorten. C. pertoni, C. paranensis en C. banksii lijken allemaal relatief op elkaar met platte, trompetvormige sporangia. De stengels zijn iets smaller in C. paranensis dan in C. pertoni. Er is slechts één exemplaar van C. bohemica bekend. Het heeft dikkere, meer vertakte stengels. De oorspronkelijke vorm van de sporangia is onduidelijk vanwege het slechte conservering. C. hemisphaerica, beschreven vanuit dezelfde plaats als C. pertoni, verschilt in de aanwezigheid van sporangia, waarvan de toppen, althans zo geconserveerd, halfrond zijn in plaats van plat. C. cambrensis heeft ook bolvormige sporangia, maar zonder de geleidelijke verbreding aan de basiskenmerk van de andere soort. De conservering van de sporangia is ook hier slecht. C. barrandei werd beschreven in 2018.

## Fysiologie
Terwijl reconstructies traditioneel Cooksonia afbeelden als een groene en rode, fotosynthetiserende, zelfvoorzienende stengel, is het waarschijnlijk dat in plaats daarvan sommige fossielen in plaats daarvan een sporofytgeneratie behouden die afhankelijk was van een gametofyt voor zijn voeding - een relatie die optreedt in moderne mossen en levermossen. Tot op heden is er echter geen fossiel bewijs gevonden van een gametofyt van Cooksonia. De breedtes van Cooksonia-fossielen omvatten een orde van grootte. Onderzoek van kleinere Cooksonia-fossielen toonde aan dat zodra het weefsel dat nodig was om de assen te ondersteunen, ze te beschermen tegen uitdroging en transportwater was verantwoord, er geen ruimte meer was voor fotosynthetisch weefsel en de sporofyt daarom mogelijk afhankelijk is geweest van de gametofyt. Verder is de asdikte wat zou worden verwacht als de enige rol ervan was om een sporangium te ondersteunen. Het lijkt erop dat, oorspronkelijk tenminste, de rol van de assen in kleinere soorten uitsluitend was om een voortdurende verspreiding van de sporen te verzekeren, zelfs als de as verdroogde. De potentiële zelfvoorziening van de grotere assen kan de evolutie van een onafhankelijke sporofytgeneratie vertegenwoordigen.
In 2018 werd de sporofyt van de nieuwe soort Cooksonia barrandei beschreven, van ongeveer 432 miljoen jaar geleden. Het is de oudste bekende megafossiel van landplanten, vanaf mei 2018. Het was voldoende robuust om Boyce's test voor mogelijke zelfvoorziening te doorstaan. Samen met bewijs dat, in tegenstelling tot moderne mossen en levermossen, hornwort sporofyten een zekere voedingsonafhankelijkheid hebben door fotosynthese, suggereert C. barrandei dat onafhankelijke gametofyten en sporofyten in landplanten oorspronkelijk hadden kunnen zijn, in plaats van later te evolueren.

## Taxonomie en evolutie
De verwantschap tussen Cooksonia en moderne planten is onduidelijk. Cooksonia is wellicht nauw verwant aan de gemeenschappelijke voorouder van de Rhyniophyta en de Lycopodiopsida. Het is goed mogelijk dat het geen clade betreft, maar een evolutionaire graad of een vormtaxon. In fossielen van de soort Cooksonia pertoni zijn bijvoorbeeld vier verschillende typen sporen gevonden. De fossielen behoren daarom mogelijk aan vier verschillende soorten toe.
De eerste Cooksonia-soort werd in 1937 beschreven door William Henry Lang en genoemd ter ere van Isabel Cookson, met wie hij had samengewerkt en die in 1934 exemplaren van Cooksonia pertoni in Perton Quarry in Wales verzamelde. Er waren oorspronkelijk twee soorten, Cooksonia pertoni en C. hemisphaerica. Het geslacht werd gedefinieerd als het hebben van smalle bladloze stengels (cauloïden, assen), die dichotoom vertakten, met eindstandige sporangia die 'kort en breed' waren. Er was een centrale vaatcilinder bestaande uit ringvormige tracheïden (watergeleidende cellen met verdikte wanden). Zes andere soorten werden later aan het geslacht toegevoegd: C. crassiparietilis, C. caledonica, C. cambrensis, C. bohemica, C. paranensis en C. banksii. Een evaluatie in 2010 concludeerde dat de afbakening van het geslacht onnauwkeurig was en dat sommige soorten moesten worden verwijderd, in het bijzonder die waarin sporangia niet min of meer trompetvormig waren. Zoals gewijzigd door Gonez en Gerrienne, heeft Cooksonia de volgende soorten:
- Cooksonia pertoni – the type species designated by Gonez & Gerrienne
- Cooksonia paranensis

Vijf andere soorten worden als twijfelachtig beschouwd vanwege het slechte behoud van de specimens, maar blijven in het geslacht achter:
- C. acuminata
- C. bohemica
- C. cambrensis
- C. downtonensis
- C. rusanovii

Vier soorten zijn uitgesloten van het geslacht door Gonez en Gerrienne. Soorten die zijn overgedragen of verwijderd zijn:
- C. hemisphaerica Lang 1937
- C. crassiparietilis Yurina 1964
- C. caledonica Edwards 1970 nu Aberlemnia caledonica (Edwards, 1970) Gonez & Gerrienne, 2010
- C. banksii Habgood et al. 2002 nu Concavatheca banksii (Habgood, Edwards & Axe 2002) Morris et al. 2012b

C. caledonica en de minder goed bewaarde C. crassiparietilis hebben sporangia die zijn samengesteld uit twee 'kleppen', die zich splitsen om hun sporen vrij te geven langs een lijn tegenovergesteld aan waar ze aan de stengel zijn bevestigd (d.w.z. distaal). C. barrandei werd beschreven in 2018.
Fylogenie
Gedurende enkele jaren werd vermoed dat Cooksonia en zijn soort slecht waren gekenmerkt. Dus werden vier verschillende soorten sporen gevonden, die waarschijnlijk vier verschillende soorten vertegenwoordigen, in sporangia, oorspronkelijk geïdentificeerd als C. pertoni. Een studie uit 2010 van het geslacht heeft de consensus cladogram opgeleverd die hieronder wordt weergegeven (sommige takken zijn ingestort om het diagram kleiner te maken). Dit was gebaseerd op gegevens uit een eerdere studie (door Kenrick en Crane), aangevuld met verdere informatie over Cooksonia soorten die voortkwamen uit eigen onderzoek van de auteur. 
|  | Sartilmania, Yunia, Uskiella                                                                                               |
|  | |
|  | \| \| Renalia, Cooksonia crassiparietilis, C. caledonica (=Aberlemnia caledonica) \| \| \| \| \| \| lycophytes \| \| \| \| |
|  | |
|  | Renalia, Cooksonia crassiparietilis, C. caledonica (=Aberlemnia caledonica)                                                |
|  | |
|  | lycophytes |
|  | |

|  | Renalia, Cooksonia crassiparietilis, C. caledonica (=Aberlemnia caledonica) |
|  |                                                                             |
|  | lycophytes                                                                  |
|  |                                                                             |

|  | Sartilmania, Yunia, Uskiella                                                                                               |
|  | |
|  | \| \| Renalia, Cooksonia crassiparietilis, C. caledonica (=Aberlemnia caledonica) \| \| \| \| \| \| lycophytes \| \| \| \| |
|  | |
|  | Renalia, Cooksonia crassiparietilis, C. caledonica (=Aberlemnia caledonica)                                                |
|  | |
|  | lycophytes |
|  | |

|  | Renalia, Cooksonia crassiparietilis, C. caledonica (=Aberlemnia caledonica) |
|  |                                                                             |
|  | lycophytes                                                                  |
|  |                                                                             |

|  | Sartilmania, Yunia, Uskiella                                                                                               |
|  | |
|  | \| \| Renalia, Cooksonia crassiparietilis, C. caledonica (=Aberlemnia caledonica) \| \| \| \| \| \| lycophytes \| \| \| \| |
|  | |
|  | Renalia, Cooksonia crassiparietilis, C. caledonica (=Aberlemnia caledonica)                                                |
|  | |
|  | lycophytes |
|  | |

|  | Renalia, Cooksonia crassiparietilis, C. caledonica (=Aberlemnia caledonica) |
|  |                                                                             |
|  | lycophytes                                                                  |
|  |                                                                             |

|  | Sartilmania, Yunia, Uskiella                                                                                               |
|  | |
|  | \| \| Renalia, Cooksonia crassiparietilis, C. caledonica (=Aberlemnia caledonica) \| \| \| \| \| \| lycophytes \| \| \| \| |
|  | |
|  | Renalia, Cooksonia crassiparietilis, C. caledonica (=Aberlemnia caledonica)                                                |
|  | |
|  | lycophytes |
|  | |

|  | Renalia, Cooksonia crassiparietilis, C. caledonica (=Aberlemnia caledonica) |
|  |                                                                             |
|  | lycophytes                                                                  |
|  |                                                                             |

|  | Sartilmania, Yunia, Uskiella                                                                                               |
|  | |
|  | \| \| Renalia, Cooksonia crassiparietilis, C. caledonica (=Aberlemnia caledonica) \| \| \| \| \| \| lycophytes \| \| \| \| |
|  | |
|  | Renalia, Cooksonia crassiparietilis, C. caledonica (=Aberlemnia caledonica)                                                |
|  | |
|  | lycophytes |
|  | |

|  | Renalia, Cooksonia crassiparietilis, C. caledonica (=Aberlemnia caledonica) |
|  |                                                                             |
|  | lycophytes                                                                  |
|  |                                                                             |

|  | Sartilmania, Yunia, Uskiella                                                                                               |
|  | |
|  | \| \| Renalia, Cooksonia crassiparietilis, C. caledonica (=Aberlemnia caledonica) \| \| \| \| \| \| lycophytes \| \| \| \| |
|  | |
|  | Renalia, Cooksonia crassiparietilis, C. caledonica (=Aberlemnia caledonica)                                                |
|  | |
|  | lycophytes |
|  | |

|  | Renalia, Cooksonia crassiparietilis, C. caledonica (=Aberlemnia caledonica) |
|  |                                                                             |
|  | lycophytes                                                                  |
|  |                                                                             |

|  | Sartilmania, Yunia, Uskiella                                                                                               |
|  | |
|  | \| \| Renalia, Cooksonia crassiparietilis, C. caledonica (=Aberlemnia caledonica) \| \| \| \| \| \| lycophytes \| \| \| \| |
|  | |
|  | Renalia, Cooksonia crassiparietilis, C. caledonica (=Aberlemnia caledonica)                                                |
|  | |
|  | lycophytes |
|  | |

|  | Renalia, Cooksonia crassiparietilis, C. caledonica (=Aberlemnia caledonica) |
|  |                                                                             |
|  | lycophytes                                                                  |
|  |                                                                             |

|  | Sartilmania, Yunia, Uskiella                                                                                               |
|  | |
|  | \| \| Renalia, Cooksonia crassiparietilis, C. caledonica (=Aberlemnia caledonica) \| \| \| \| \| \| lycophytes \| \| \| \| |
|  | |
|  | Renalia, Cooksonia crassiparietilis, C. caledonica (=Aberlemnia caledonica)                                                |
|  | |
|  | lycophytes |
|  | |

|  | Renalia, Cooksonia crassiparietilis, C. caledonica (=Aberlemnia caledonica) |
|  |                                                                             |
|  | lycophytes                                                                  |
|  |                                                                             |

|  | Sartilmania, Yunia, Uskiella                                                                                               |
|  | |
|  | \| \| Renalia, Cooksonia crassiparietilis, C. caledonica (=Aberlemnia caledonica) \| \| \| \| \| \| lycophytes \| \| \| \| |
|  | |
|  | Renalia, Cooksonia crassiparietilis, C. caledonica (=Aberlemnia caledonica)                                                |
|  | |
|  | lycophytes |
|  | |

|  | Renalia, Cooksonia crassiparietilis, C. caledonica (=Aberlemnia caledonica) |
|  |                                                                             |
|  | lycophytes                                                                  |
|  |                                                                             |

|  | Sartilmania, Yunia, Uskiella                                                                                               |
|  | |
|  | \| \| Renalia, Cooksonia crassiparietilis, C. caledonica (=Aberlemnia caledonica) \| \| \| \| \| \| lycophytes \| \| \| \| |
|  | |
|  | Renalia, Cooksonia crassiparietilis, C. caledonica (=Aberlemnia caledonica)                                                |
|  | |
|  | lycophytes |
|  | |

|  | Renalia, Cooksonia crassiparietilis, C. caledonica (=Aberlemnia caledonica) |
|  |                                                                             |
|  | lycophytes                                                                  |
|  |                                                                             |

|  | Sartilmania, Yunia, Uskiella                                                                                               |
|  | |
|  | \| \| Renalia, Cooksonia crassiparietilis, C. caledonica (=Aberlemnia caledonica) \| \| \| \| \| \| lycophytes \| \| \| \| |
|  | |
|  | Renalia, Cooksonia crassiparietilis, C. caledonica (=Aberlemnia caledonica)                                                |
|  | |
|  | lycophytes |
|  | |

|  | Renalia, Cooksonia crassiparietilis, C. caledonica (=Aberlemnia caledonica) |
|  |                                                                             |
|  | lycophytes                                                                  |
|  |                                                                             |

|  | Sartilmania, Yunia, Uskiella                                                                                               |
|  | |
|  | \| \| Renalia, Cooksonia crassiparietilis, C. caledonica (=Aberlemnia caledonica) \| \| \| \| \| \| lycophytes \| \| \| \| |
|  | |
|  | Renalia, Cooksonia crassiparietilis, C. caledonica (=Aberlemnia caledonica)                                                |
|  | |
|  | lycophytes |
|  | |

|  | Renalia, Cooksonia crassiparietilis, C. caledonica (=Aberlemnia caledonica) |
|  |                                                                             |
|  | lycophytes                                                                  |
|  |                                                                             |

|  | Sartilmania, Yunia, Uskiella                                                                                               |
|  | |
|  | \| \| Renalia, Cooksonia crassiparietilis, C. caledonica (=Aberlemnia caledonica) \| \| \| \| \| \| lycophytes \| \| \| \| |
|  | |
|  | Renalia, Cooksonia crassiparietilis, C. caledonica (=Aberlemnia caledonica)                                                |
|  | |
|  | lycophytes |
|  | |

|  | Renalia, Cooksonia crassiparietilis, C. caledonica (=Aberlemnia caledonica) |
|  |                                                                             |
|  | lycophytes                                                                  |
|  |                                                                             |

|  | Sartilmania, Yunia, Uskiella                                                                                               |
|  | |
|  | \| \| Renalia, Cooksonia crassiparietilis, C. caledonica (=Aberlemnia caledonica) \| \| \| \| \| \| lycophytes \| \| \| \| |
|  | |
|  | Renalia, Cooksonia crassiparietilis, C. caledonica (=Aberlemnia caledonica)                                                |
|  | |
|  | lycophytes |
|  | |

|  | Renalia, Cooksonia crassiparietilis, C. caledonica (=Aberlemnia caledonica) |
|  |                                                                             |
|  | lycophytes                                                                  |
|  |                                                                             |

|  | Sartilmania, Yunia, Uskiella                                                                                               |
|  | |
|  | \| \| Renalia, Cooksonia crassiparietilis, C. caledonica (=Aberlemnia caledonica) \| \| \| \| \| \| lycophytes \| \| \| \| |
|  | |
|  | Renalia, Cooksonia crassiparietilis, C. caledonica (=Aberlemnia caledonica)                                                |
|  | |
|  | lycophytes |
|  | |

|  | Renalia, Cooksonia crassiparietilis, C. caledonica (=Aberlemnia caledonica) |
|  |                                                                             |
|  | lycophytes                                                                  |
|  |                                                                             |

|  | Sartilmania, Yunia, Uskiella                                                                                               |
|  | |
|  | \| \| Renalia, Cooksonia crassiparietilis, C. caledonica (=Aberlemnia caledonica) \| \| \| \| \| \| lycophytes \| \| \| \| |
|  | |
|  | Renalia, Cooksonia crassiparietilis, C. caledonica (=Aberlemnia caledonica)                                                |
|  | |
|  | lycophytes |
|  | |

|  | Renalia, Cooksonia crassiparietilis, C. caledonica (=Aberlemnia caledonica) |
|  |                                                                             |
|  | lycophytes                                                                  |
|  |                                                                             |

Dit bevestigt dat het geslacht Cooksonia sensu Lang (1937) een polyfyletische groep is. Een kerngroep van vijf soorten wordt bij elkaar geplaatst, niet opgelost tussen de Euphyllophyta en de Lycophyta. De slecht bewaarde C. hemisphaerica wordt geplaatst als de meest basale Tracheophyta. Twee andere soorten, C. crassiparietilis en C. caledonica, worden in de stamgroep van de Lycophyta geplaatst. Deze twee soorten zijn verwijderd uit Cooksonia sensu Gonez & Gerrienne (C. caledonica is sindsdien in een nieuw geslacht Aberlemnia geplaatst). Beide hebben sporangia die, hoewel eindstandig in plaats van lateraal gedragen, een mechanisme hebben voor het vrijgeven van sporen vergelijkbaar met die van de Zosterophyllen. Een tweede cladistische analyse werd uitgevoerd met alleen de drie best bewaarde en dus best bekende soorten C. pertoni, C. paranensis en C. caledonica. De positie van C. caledonica werd bevestigd, maar C. pertoni en C. paranensis vormden nu een enkele clade die duidelijker verwant was aan de Lycophyta dan de Euphyllophyta.
Cooksonioids
Cooksonia en verwante geslachten zijn geplaatst in een groep genaamd 'cooksonioïden'. Oorspronkelijk werd de term gebruikt voor een groep planten die past bij de algemene beschrijving van Cooksonia (d.w.z. eenvoudige planten met naakte assen die dichotome vertakking en eindstandige sporangia vertonen), maar met onzeker bewijs van vaatweefsel. Boyce beperkte de groep tot vormen met assen die gewoonlijk minder dan 1 mm in diameter zijn en daarom mogelijk niet in staat waren tot onafhankelijke groei. Naast Cooksonia omvatte hij geslachten zoals Salopella, Tarrantia en Tortilicaulis. Hue en Xao beschouwden cooksonioiden als een groep binnen de Rhyniophyta met radiaal symmetrische sporangia van ongeveer dezelfde hoogte en breedte, en omvatten Cooksonia pertoni, C. paranensis en C. hemisphaerica, maar niet C. crassiparietilis en Aberlemnia caledonica, omdat ze bilateraal symmetrisch sporangia hadden.